# Aechmea spectabilis
Aechmea spectabilis là một loài thực vật có hoa trong họ Bromeliaceae. Loài này được (K.Koch) Brongn. ex Houllet mô tả khoa học đầu tiên năm 1875.

## Hình ảnh

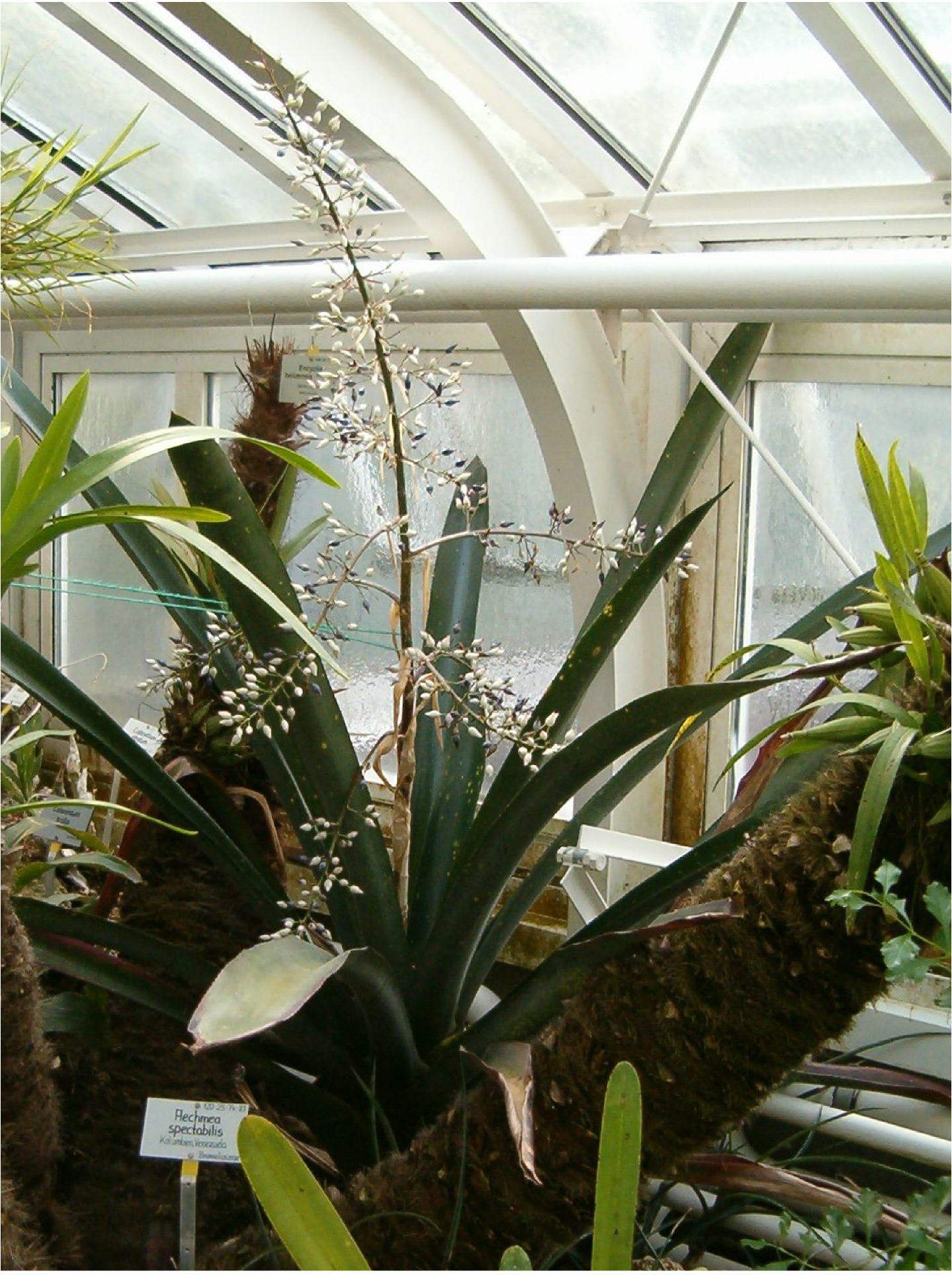